# Раймонд де Пуатье (бальи Антиохии)

## Биография
Раймонд де Пуатье был старшим сыном и наследником Боэмунда IV — князя Антиохийского и графа Триполи, и его первой супруги — Плайсанс де Эмбриацо. Родился ок. 1195 года..
Около 1213 года князь Боэмунд IV Одноглазый поставил Раймонда своим наместником (бальи) в Антиохии. В том же 1213 году юный бальи Антиохии и наследник княжеского престола был убит ассасинами во время литургии в соборе Пресвятой Девы Марии в Тартус. Возможно, что убийство было совершено ассасинами по просьбе госпитальеров, которые находились в состоянии открытой войны с князем Боэмундом IV и его последователями. Именно в этот период ассасины, впавшие в зависимость от ордена Св. Иоанна, убили нескольких знатных христиан, противостоявших госпитальерам. Наиболее значимыми стали убийства латинского Патриарха Иерусалима — Альбера Авогадро, бальи королевства Киликийской Армении Адама Баграсского и Раймонда — бальи Антиохии.
После убийства Раймонда, умершего бездетным, наследником княжества Антиохии-Триполи стал его младший брат Боэмунд V, взошедший на княжеский престол в 1233 году. Однако в отличие от своего старшего брата, Боэмунд V так никогда не был поставлен своим отцом во главе Антиохии, оставаясь при отце — в Триполи.